# Rhododendron kwangtungense
Rhododendron kwangtungense là một loài thực vật có hoa trong họ Thạch nam. Loài này được Merr. & Chun miêu tả khoa học đầu tiên năm 1930.